# アーセナルファイヤーアームズ ストライクワン
アーセナルファイヤーアームズ ストライクワン(Arsenal Firearms Strike One)は、イタリアのアーセナルファイアアームズ社によって開発された半自動式拳銃である。

## 概要
ストライカー撃発式およびポリマーフレーム(超々ジュラルミンフレームもある)を採用しておりグロック17に準じた設計のようだが、Y字形のロッキングブロックによる独自のショートリコイルシステムを採用し、また銃身の位置を従来品より更に下げ反動をコントロールしやすいよう設計されている。
開発者はアーセナルファイアアームズ社創設者のニコラ・バンディーニとロシア人のディミトリー・ストラシンス。一時はロシア軍のトライアルに選ばれ(そのため「ストリージ」(アマツバメ)という別称もある)、FSBのスペツナズ隊員が少数購入した。
フルサイズのStryk-AとコンパクトモデルのStryk-Bが流通している。ヨーロッパ数カ国で製造されており、スイスのRUAG社によってドイツとハンガリーで製造されていた。
現在のアメリカ合衆国の販売子会社は現在はチェコに拠点を置くArchon Firearms社であり、Stryk-Bに相当するArchon Type Bが販売されている。

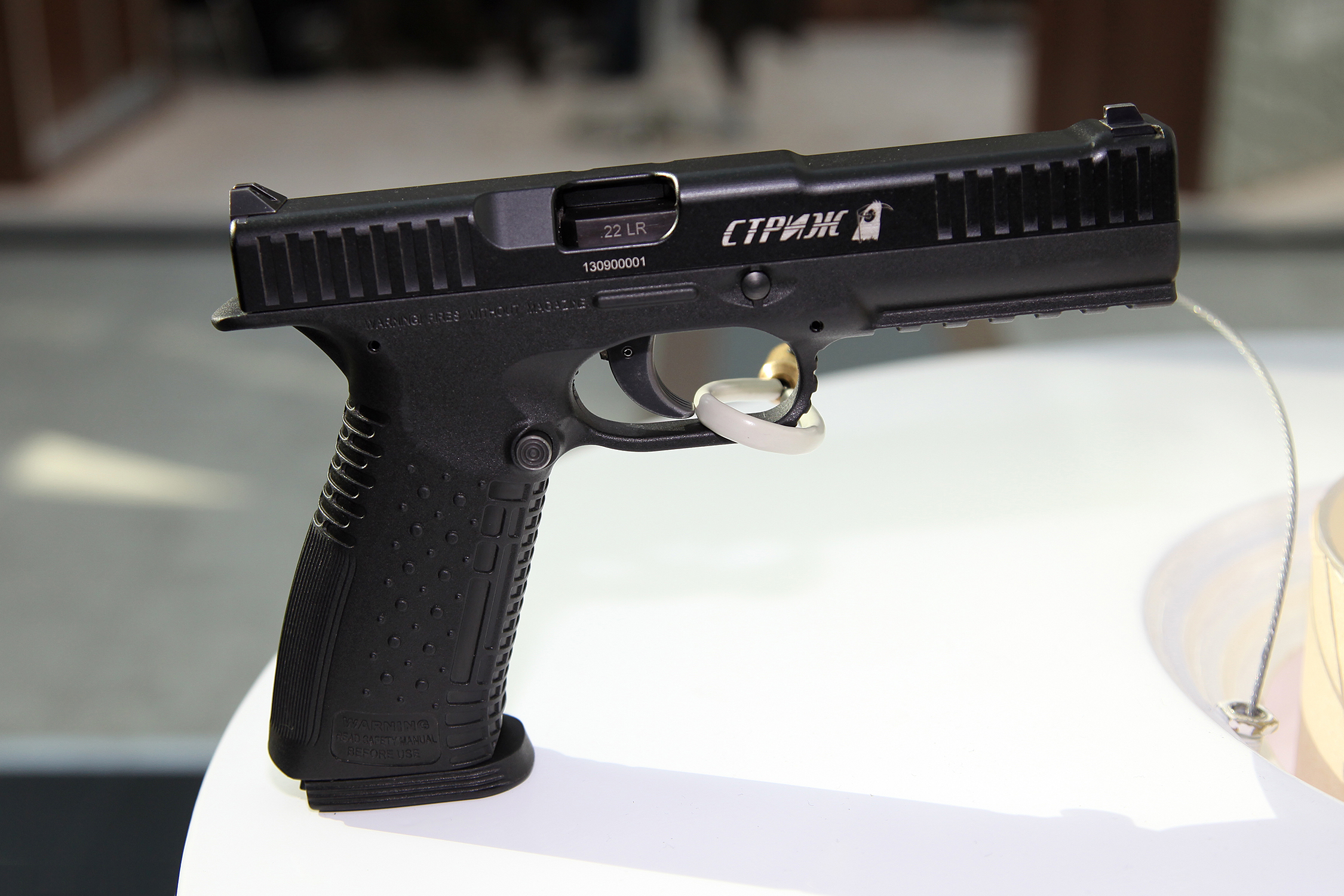
.22 LR仕様
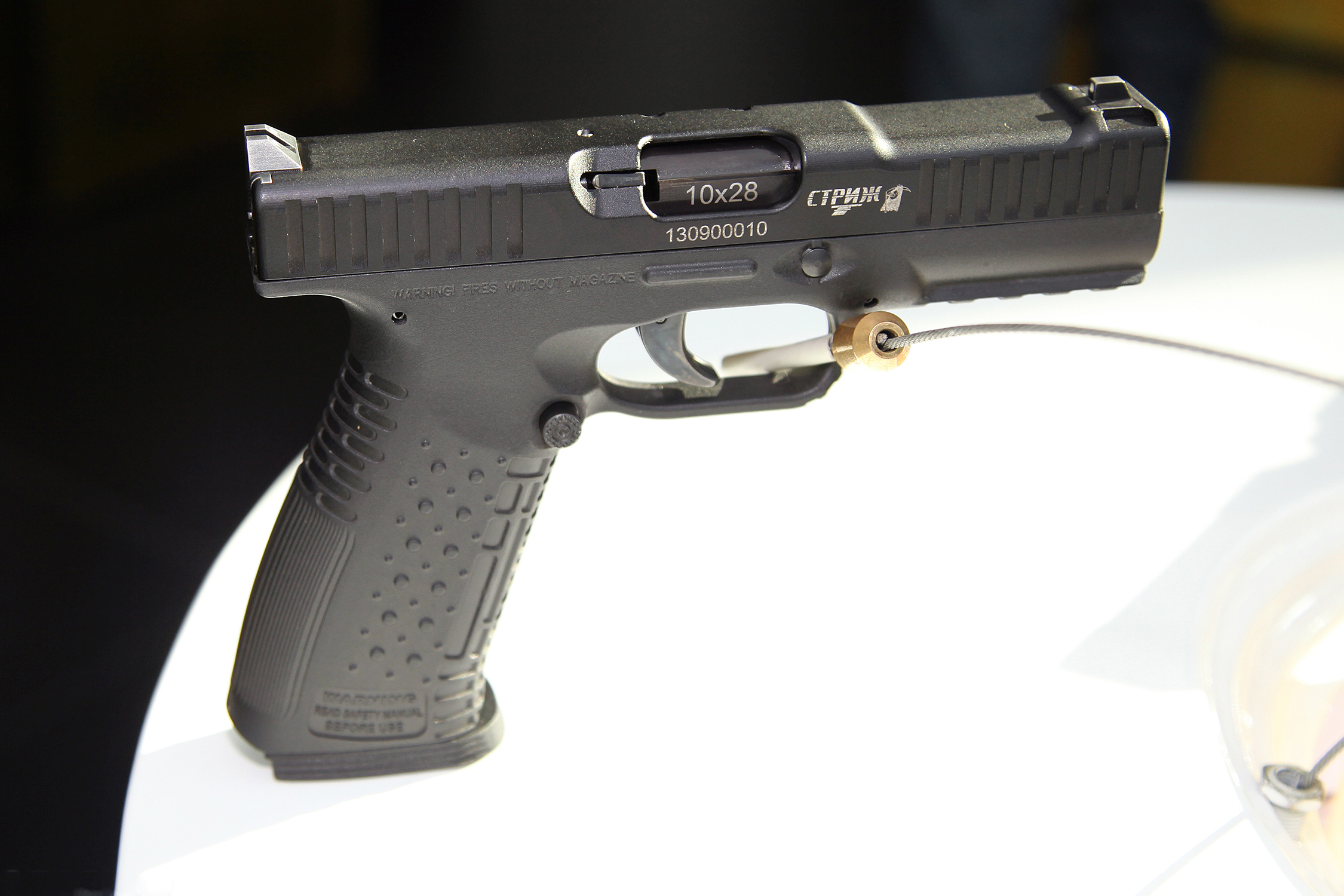
10×28mm非殺傷弾仕様